# Список вулканічних об’єктів на Іо

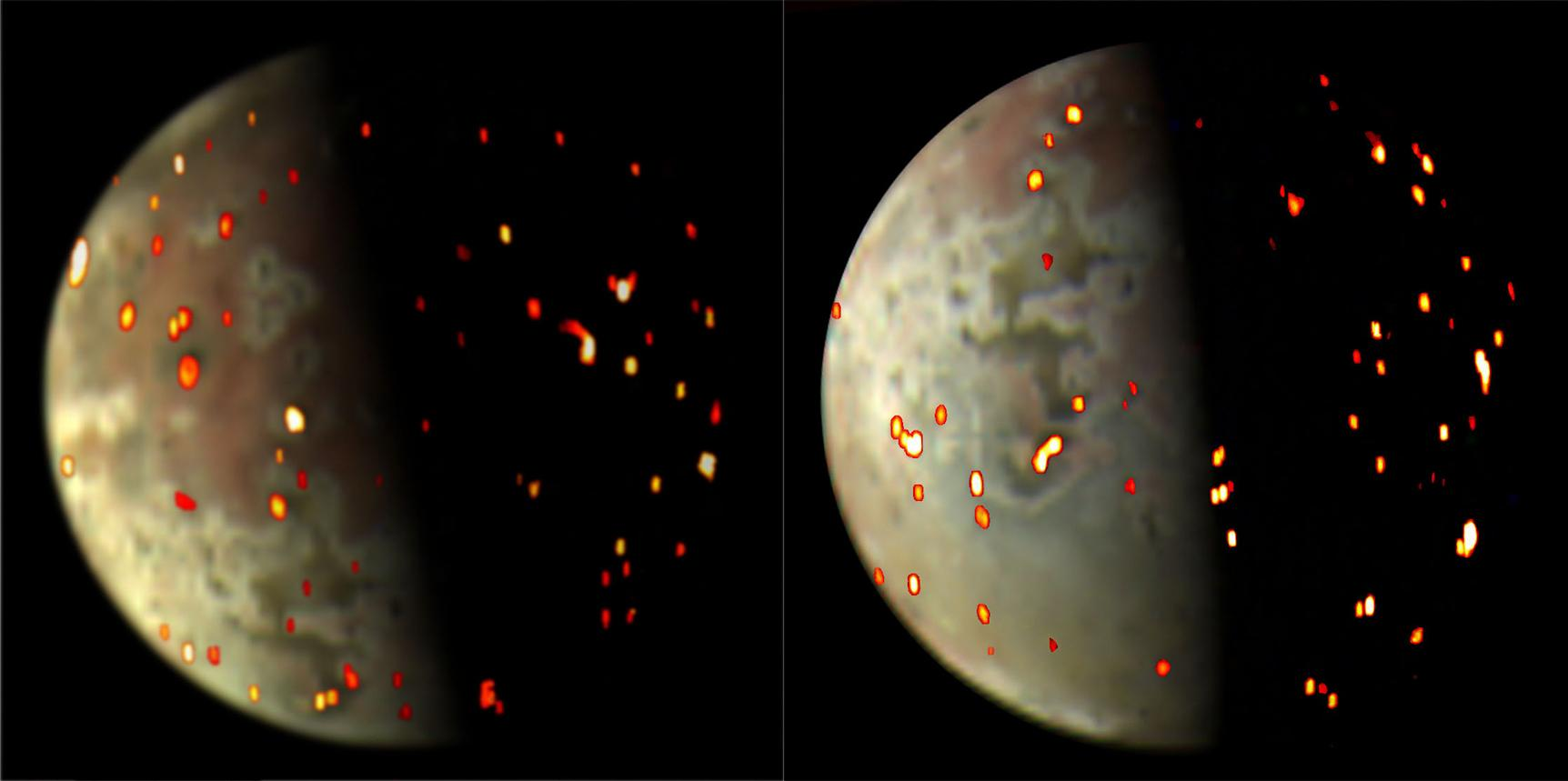
Супутник Юпітера Іо вулканічна активність (ліворуч: 14 грудня 2022 р.; праворуч: 1 березня 2023 р.)

Це список вулканічних поверхневих об'єктів на супутнику Юпітера Іо, назви яких визнано Міжнародним астрономічним союзом. Перераховані нижче області є частиною загальної кількості відомих вулканічних об’єктів на поверхні Іо, більшість з яких наразі не мають офіційно затвердженої назви.
У назвах вулканічних об’єктів на Іо використовується комбінація назв, отриманих від міфологічних персонажів світу, пов’язаних із Сонцем, вогнем, вулканами, громом або ковальством, а також місяцями з давньогрецьких міфів про Іо, Пекла «Божественної комедії» італійського письменника Данте Аліг’єрі, або з назви сусіднього об’єкта на поверхні Іо та затверджений описовий термін. Використаний описовий термін базується на типі названого об'єкта і тому, як його було вперше виявлено. Вулкани, які вперше були виявлені як активні об’єкти під час спостережень за вулканічним шлейфом, потрапляють під категорію «Еруптивний центр» і на їх позначення не використовують термін, хоча частини цих об’єктів також могли отримати назви, у яких використовується термін, наприклад Прометей Патера або Масубі Флуктус. На позначення потоків лави використовують термін fluctus або множину fluctūs, наприклад Acala Fluctus. Для вулканічних западин використовується термін patera або множина paterae, наприклад, Ah Peku Patera. Термін також став загальним терміном для позначення цих структур. Невеликі щитові вулкани використовують термін tholus або множину tholi, наприклад Inachus Tholus. Канали, прорізані потоками вулканічної лави внаслідок термічної ерозії, використовують термін vallis або у множині valles .

## Еруптивні центри

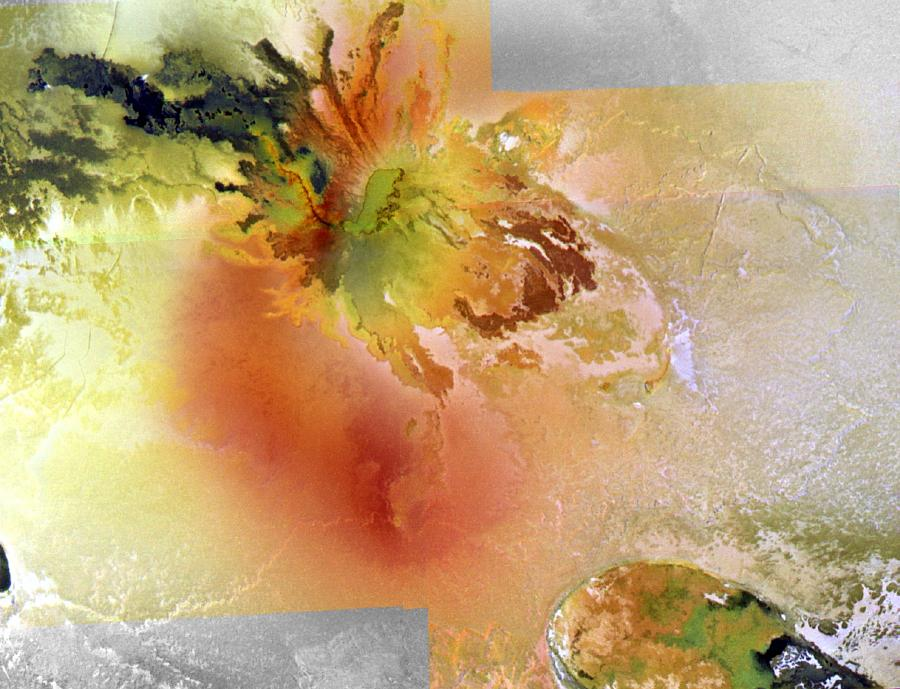
Culann Patera (зеленуваті риси над центром) із пов’язаними потоками лави та відкладеннями червоного вулканічного шлейфу. Частини Tohil Patera внизу праворуч.

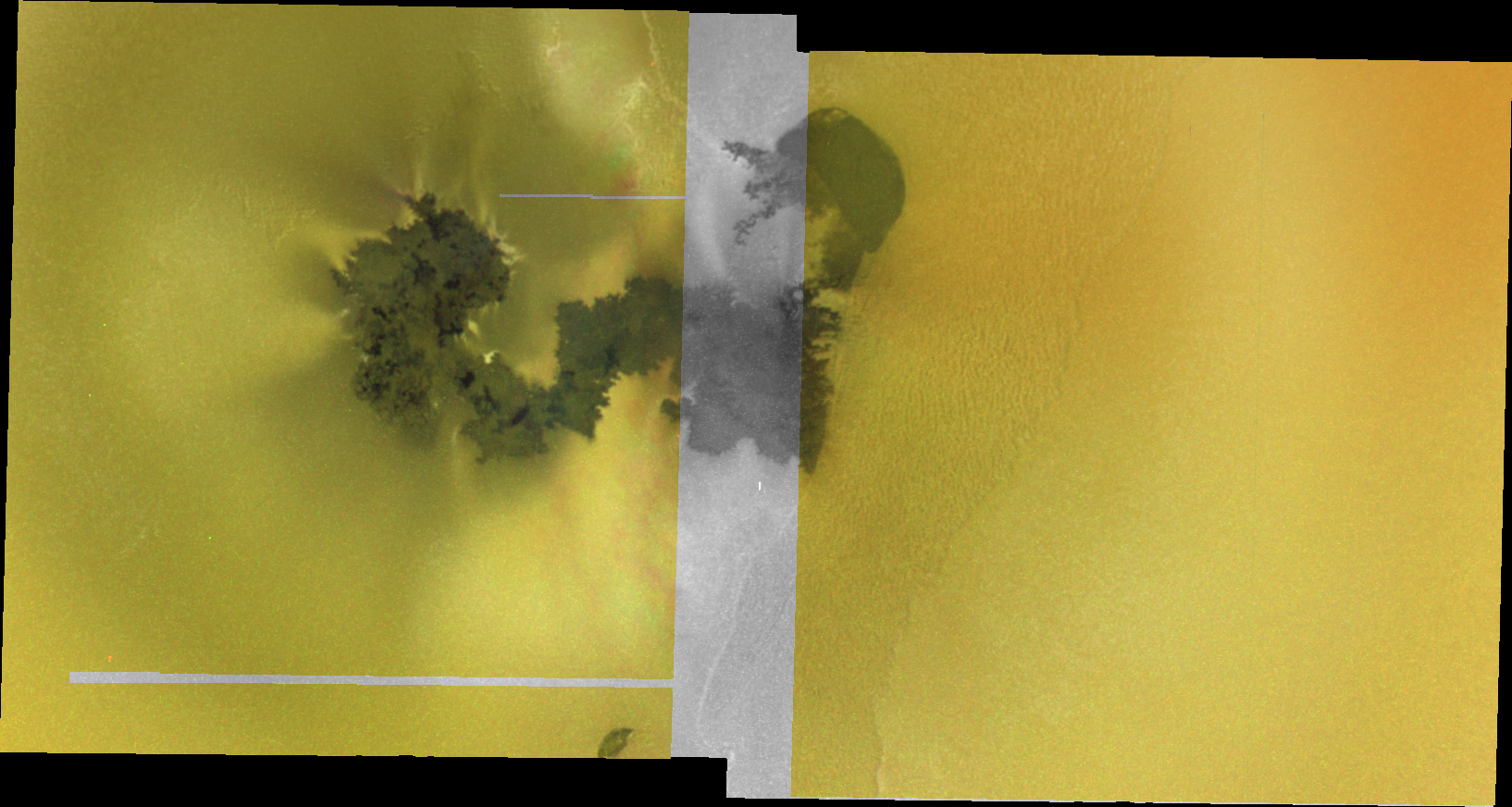
Еруптивний центр Прометея

Еруптивні центри на Іо – це місця, де спостерігалася велика вулканічна активність і була охарактеризована ще до появи вулканічної форми рельєфу. Джерело координат, діаметра та назви взято з номенклатури Сонячної системи IAU. Усі ці об'єкти спостерігалися як діючі вулкани на Іо.
| Вулкан        | Названий на честь         | Координати                                                  |
| ------------- | ------------------------- | ----------------------------------------------------------- |
| Амірані       | Амірані (грузинська)      | 24°28′ пн. ш. 114°41′ зх. д. / 24.46° пн. ш. 114.68° зх. д. |
| Кане Мілоха'і | Кане Мілоха'і (гавайська) | 18°13′ пд. ш. 33°37′ зх. д. / 18.21° пд. ш. 33.61° зх. д.   |
| Локі          | Локі (скандинавська)      | 18°13′ пн. ш. 302°34′ зх. д. / 18.22° пн. ш. 302.56° зх. д. |
| Мардук        | Мардук (вавилонська)      | 29°17′ пд. ш. 209°44′ зх. д. / 29.29° пд. ш. 209.74° зх. д. |
| Масубі        | Кагу-цуті (японська)      | 49°36′ пд. ш. 56°11′ зх. д. / 49.6° пд. ш. 56.18° зх. д.    |
| Мауї          | Мауї (гавайська)          | 19°32′ пн. ш. 122°19′ зх. д. / 19.53° пн. ш. 122.31° зх. д. |
| Пеле          | Пеле (гавайська)          | 18°43′ пд. ш. 255°17′ зх. д. / 18.71° пд. ш. 255.28° зх. д. |
| Прометей      | Прометей (давньогрецька)  | 1°31′ пд. ш. 153°56′ зх. д. / 1.52° пд. ш. 153.94° зх. д.   |
| Сурт          | Сурт (скандинавська)      | 45°13′ пн. ш. 336°29′ зх. д. / 45.21° пн. ш. 336.49° зх. д. |
| Тонатіу       | Тонатіу (ацтеків)         | 52° пн. ш. 77° зх. д. / 52° пн. ш. 77° зх. д.               |
| Тор           | Тор (скандинавська)       | 39°09′ пн. ш. 133°08′ зх. д. / 39.15° пн. ш. 133.14° зх. д. |
| Велюнд        | Велюнд (скандинавська)    | 28°37′ пн. ш. 172°30′ зх. д. / 28.62° пн. ш. 172.5° зх. д.  |
| Хсіхе         | Хсіхе (китайська)         | 55° пд. ш. 290° зх. д. / 55° пд. ш. 290° зх. д.             |
| Замама        | Забаба (шумеро-аккадська) | 18°26′ пн. ш. 172°35′ зх. д. / 18.43° пн. ш. 172.59° зх. д. |

## Патери
У наступній таблиці перераховані названі вулканічні западини та патери на Іо. Джерело координат, діаметра та назви взято з номенклатури Сонячної системи IAU.  Примітки про те, чи спостерігали патери як діючий вулкан наземними астрономами чи космічним телескопом Габбл чи  різними космічними апаратами, які фіксували систему Юпітера, взято із книги «Volcanism on Io», якщо не зазначено інше. 
| Патера                | Латинська назва    | Названа на честь                                  | Координати                                                  | Діаметр (км) | Активність |
| --------------------- | ------------------ | ------------------------------------------------- | ----------------------------------------------------------- | ------------ | ---------- |
| Патера Абабнілі       | Ababinili Patera   | Абабінілі (чикаська)                              | 12°47′ пн. ш. 142°10′ зх. д. / 12.79° пн. ш. 142.16° зх. д. | 105,0        | Відсутня   |
| Патера Агні           | Agni Patera        | Агні (ведійська та інші)                          | 40°48′ пд. ш. 333°03′ зх. д. / 40.8° пд. ш. 333.05° зх. д.  | 19,7         | Відсутня   |
| Патера Ах Пеку        | Ah Peku Patera     | Ах Пеку (мая)                                     | 10°20′ пн. ш. 107°02′ зх. д. / 10.34° пн. ш. 107.04° зх. д. | 84,0         | Є          |
| Патера Аідне          | Aidne Patera       | Аідне (ірландська)                                | 34°24′ пд. ш. 177°05′ зх. д. / 34.4° пд. ш. 177.09° зх. д.  | 30,26        | Є          |
| Патера Алтжірра       | Altjirra Patera    | Алтжірра (австралійська)                          | 1°47′ пд. ш. 108°58′ зх. д. / 1.78° пд. ш. 108.97° зх. д.   | 52,55        | Є          |
| Патера Аматерасу      | Amaterasu Patera   | Аматерасу (японська)                              | 38°08′ пн. ш. 306°32′ зх. д. / 38.13° пн. ш. 306.53° зх. д. | 93,1         | Є          |
| Патера Ангпету        | Angpetu Patera     | Ангпету (лакотська)                               | 21°09′ пд. ш. 8°47′ зх. д. / 21.15° пд. ш. 8.79° зх. д.     | 13,68        | Відсутня   |
| Патера Арамазд        | Aramazd Patera     | Арамазд (вірменська)                              | 73°35′ пд. ш. 336°49′ зх. д. / 73.58° пд. ш. 336.81° зх. д. | 68,82        | Відсутня   |
| Патера Аруша          | Arusha Patera      | Аруша (ведійська)                                 | 39°04′ пд. ш. 101°29′ зх. д. / 39.06° пд. ш. 101.48° зх. д. | 68,07        | Є          |
| Патера Аша            | Asha Patera        | Аша (зороастризм)                                 | 8°50′ пд. ш. 225°41′ зх. д. / 8.84° пд. ш. 225.69° зх. д.   | 108,33       | Є          |
| Патера Асіс           | Asis Patera        | Асіс (календжинська)                              | 44°20′ пн. ш. 91°08′ зх. д. / 44.33° пн. ш. 91.14° зх. д.   | 98,00        | Є          |
| Патера Атар           | Ātar Patera        | Атар (зороастризм)                                | 31°06′ пн. ш. 278°35′ зх. д. / 31.1° пн. ш. 278.58° зх. д.  | 86,41        | Є          |
| Патера Атон           | Aten Patera        | Атон (єгипетська)                                 | 48°32′ пд. ш. 310°01′ зх. д. / 48.53° пд. ш. 310.02° зх. д. | 43,4         | Є          |
| Патера Баббар         | Babbar Patera      | Баббар (шумеро-аккадська)                         | 39°47′ пд. ш. 271°59′ зх. д. / 39.79° пд. ш. 271.98° зх. д. | 85,74        | Є          |
| Патера Бальдр         | Balder Patera      | Бальдр (скандинавська)                            | 11°26′ пн. ш. 156°06′ зх. д. / 11.44° пн. ш. 156.1° зх. д.  | 42,0         | Відсутня   |
| Патера Беленус        | Belenus Patera     | Беленус (кельтська)                               | 2°54′ пн. ш. 157°43′ зх. д. / 2.9° пн. ш. 157.72° зх. д.    | 23,01        | Відсутня   |
| Патера Бочіка         | Bochica Patera     | Бочіка (муїсків)                                  | 61°30′ пд. ш. 18°51′ зх. д. / 61.5° пд. ш. 18.85° зх. д.    | 52,38        | Відсутня   |
| Патера Мішкоатль      | Camaxtli Patera    | Мішкоатль (ацтеків)                               | 15°15′ пн. ш. 136°48′ зх. д. / 15.25° пн. ш. 136.8° зх. д.  | 58,39        | Є          |
| Патера Каранчо        | Carancho Patera    | Каранчо (Болівії)                                 | 1°26′ пн. ш. 317°12′ зх. д. / 1.43° пн. ш. 317.2° зх. д.    | 30,04        | Відсутня   |
| Патера Катакюл        | Cataquil Patera    | Катакюл (інків)                                   | 23°53′ пд. ш. 16°34′ зх. д. / 23.89° пд. ш. 16.57° зх. д.   | 133,95       | Відсутня   |
| Патера Каута          | Catha Patera       | Каута (етруська)                                  | 53°46′ пд. ш. 101°35′ зх. д. / 53.76° пд. ш. 101.58° зх. д. | 68,59        | Є          |
| Патера Чак            | Chaac Patera       | Чак (мая)                                         | 11°53′ пн. ш. 157°26′ зх. д. / 11.88° пн. ш. 157.44° зх. д. | 95,88        | Є          |
| Патера Хорс           | Chors Patera       | Хорс (слов'янська)                                | 68°28′ пн. ш. 249°51′ зх. д. / 68.47° пн. ш. 249.85° зх. д. | 64,97        | Є          |
| Патера Кредне         | Creidne Patera     | Кредне (кельтська)                                | 53°01′ пд. ш. 342°32′ зх. д. / 53.02° пд. ш. 342.53° зх. д. | 152,82       | Є          |
| Патера Кучі           | Cuchi Patera       | Кучі (австралійська)                              | 0°54′ пд. ш. 144°34′ зх. д. / 0.9° пд. ш. 144.57° зх. д.    | 76,28        | Є          |
| Патера Куланн         | Culann Patera      | Куланн (кельтська)                                | 20°13′ пд. ш. 160°10′ зх. д. / 20.22° пд. ш. 160.17° зх. д. | 54,48        | Є          |
| Патера Дедал          | Daedalus Patera    | Дедал (давньогрецька)                             | 19°31′ пн. ш. 274°21′ зх. д. / 19.52° пн. ш. 274.35° зх. д. | 73,29        | Є          |
| Патера Дажбога        | Dazhbog Patera     | Дажбог (слов'янська)                              | 55°06′ пн. ш. 301°29′ зх. д. / 55.1° пн. ш. 301.48° зх. д.  | 118,39       | Є          |
| Патера Дінгір         | Dingir Patera      | Дінгір (шумеро-аккадська)                         | 4°08′ пд. ш. 341°22′ зх. д. / 4.13° пд. ш. 341.37° зх. д.   | 47,38        | Відсутня   |
| Патера Дусура         | Dusura Patera      | Дусура (набатеї)                                  | 37°28′ пн. ш. 119°01′ зх. д. / 37.47° пн. ш. 119.02° зх. д. | 68,58        | Є          |
| Патера Екі            | Ekhi Patera        | Екі (басків)                                      | 28°21′ пд. ш. 88°30′ зх. д. / 28.35° пд. ш. 88.5° зх. д.    | 51,04        | Є          |
| Патера Емаконг        | Emakong Patera     | Емаконг (Нової Британії)                          | 3°20′ пд. ш. 119°49′ зх. д. / 3.33° пд. ш. 119.82° зх. д.   | 80,08        | Є          |
| Патера Естан          | Estan Patera       | Естан (хетська)                                   | 21°37′ пн. ш. 87°43′ зх. д. / 21.61° пн. ш. 87.71° зх. д.   | 95,0         | Є          |
| Патера Фо             | Fo Patera          | Фо (китайська)                                    | 40°47′ пн. ш. 192°15′ зх. д. / 40.79° пн. ш. 192.25° зх. д. | 47,15        | Є          |
| Патера Фучі           | Fuchi Patera       | Камуй Фучі (айнів)                                | 28°20′ пн. ш. 327°34′ зх. д. / 28.34° пн. ш. 327.57° зх. д. | 63,67        | Є          |
| Патера Габіджа        | Gabija Patera      | Габіджа (литовська)                               | 51°54′ пд. ш. 202°32′ зх. д. / 51.9° пд. ш. 202.53° зх. д.  | 48,0         | Є          |
| Патера Галаї          | Galai Patera       | Галаї (монгольська)                               | 10°52′ пд. ш. 288°07′ зх. д. / 10.87° пд. ш. 288.11° зх. д. | 105,23       | Відсутня   |
| Патера Гаува          | Gauwa Patera       | Гаува (бушменська)                                | 35°39′ пн. ш. 12°11′ зх. д. / 35.65° пн. ш. 12.18° зх. д.   | 27,00        | Є          |
| Патера Гібіл          | Gibil Patera       | Гібіл (шумеро-аккадська)                          | 14°59′ пд. ш. 294°38′ зх. д. / 14.99° пд. ш. 294.64° зх. д. | 102,38       | Є?         |
| Патера Гірру          | Girru Patera       | Гірру (вавилонська)                               | 22°48′ пн. ш. 239°55′ зх. д. / 22.8° пн. ш. 239.92° зх. д.  | 68,23        | Є          |
| Патера Гіш Бар        | Gish Bar Patera    | Гіш Бар (вавилонська)                             | 16°11′ пн. ш. 90°16′ зх. д. / 16.18° пн. ш. 90.26° зх. д.   | 122,25       | Є          |
| Патера Граннус        | Grannos Patera     | Граннус (кельтська)                               | 11°10′ пн. ш. 145°17′ зх. д. / 11.17° пн. ш. 145.29° зх. д. | 45,0         | Відсутня   |
| Патера Гріан          | Grian Patera       | Гріан (кельтська)                                 | 11°50′ пд. ш. 11°59′ зх. д. / 11.84° пд. ш. 11.98° зх. д.   | 70,0         | Є          |
| Патера Гурзіл         | Gurzil Patera      | Гурзіл (берберів)                                 | 50°24′ пн. ш. 48°16′ зх. д. / 50.40° пн. ш. 48.26° зх. д.   | 51,00        | Є          |
| Патера Хаоках         | Haokah Patera      | Хаоках (лакотів)                                  | 20°52′ пд. ш. 186°39′ зх. д. / 20.87° пд. ш. 186.65° зх. д. | 53,86        | Є          |
| Патера Хатчава        | Hatchawa Patera    | Хатчава (яруро)                                   | 59°25′ пд. ш. 31°59′ зх. д. / 59.42° пд. ш. 31.99° зх. д.   | 84,98        | Відсутня   |
| Патера Хеїсеб         | Heiseb Patera      | Хеїсеб (бушменська)                               | 29°47′ пн. ш. 244°51′ зх. д. / 29.79° пн. ш. 244.85° зх. д. | 62,48        | Відсутня   |
| Патера Хено           | Heno Patera        | Хено (ірокезька)                                  | 57°08′ пд. ш. 311°28′ зх. д. / 57.14° пд. ш. 311.47° зх. д. | 71,06        | Є          |
| Патера Гефест         | Hephaestus Patera  | Гефест (давньогрецька)                            | 1°57′ пн. ш. 289°47′ зх. д. / 1.95° пн. ш. 289.79° зх. д.   | 38,84        | Є          |
| Патера Хі'ака         | Hi'iaka Patera     | Хі'іака (гавайська)                               | 3°38′ пд. ш. 79°28′ зх. д. / 3.64° пд. ш. 79.47° зх. д.     | 128,27       | Є          |
| Патера Хіруко         | Hiruko Patera      | Хіруко (японська)                                 | 65°05′ пд. ш. 328°50′ зх. д. / 65.09° пд. ш. 328.83° зх. д. | 89,54        | Відсутня   |
| Патера Хорус          | Horus Patera       | Хорус (єгипетська)                                | 9°49′ пд. ш. 338°00′ зх. д. / 9.82° пд. ш. 338.0° зх. д.    | 144,21       | Відсутня   |
| Патера Хуо Шен        | Huo Shen Patera    | Хуо Шен (китайська)                               | 15°01′ пд. ш. 328°59′ зх. д. / 15.01° пд. ш. 328.98° зх. д. | 62,73        | Відсутня   |
| Патера Ільмарінен     | Ilmarinen Patera   | Ільмарінен (фінська)                              | 14°26′ пд. ш. 1°09′ зх. д. / 14.44° пд. ш. 1.15° зх. д.     | 45,94        | Відсутня   |
| Патера Інті           | Inti Patera        | Інті (інків)                                      | 68°22′ пд. ш. 347°31′ зх. д. / 68.37° пд. ш. 347.52° зх. д. | 70,91        | Відсутня   |
| Патера Ісум           | Isum Patera        | Ісум (месопатамська)                              | 29°49′ пн. ш. 208°28′ зх. д. / 29.82° пн. ш. 208.46° зх. д. | 62,24        | Є          |
| Патера Ітзамна        | Itzamna Patera     | Іцамна (мая)                                      | 16°08′ пд. ш. 99°28′ зх. д. / 16.13° пд. ш. 99.46° зх. д.   | 126,36       | Є          |
| Патера Янус           | Janus Patera       | Янус (римська)                                    | 4°34′ пд. ш. 39°03′ зх. д. / 4.56° пд. ш. 39.05° зх. д.     | 60,07        | Є          |
| Патера Камі-Нарі      | Kami-Nari Patera   | Камі-Нарі (японська)                              | 8°42′ пд. ш. 235°05′ зх. д. / 8.7° пд. ш. 235.08° зх. д.    | 53,39        | Відсутня   |
| Патера Кане           | Kane Patera        | Кане (гавайська)                                  | 48°23′ пд. ш. 11°46′ зх. д. / 48.39° пд. ш. 11.77° зх. д.   | 135,77       | Відсутня   |
| Патера Канлаон        | Kanlaon Patera     | Кан-Лаон (філіппінська)                           | 31°04′ пд. ш. 337°58′ зх. д. / 31.06° пд. ш. 337.96° зх. д. | 94,0         | Є          |
| Патера Кареї          | Karei Patera       | Кареї (семангів з півострову Малакка)             | 0°12′ пн. ш. 13°05′ зх. д. / 0.2° пн. ш. 13.08° зх. д.      | 35,29        | Є          |
| Патера Кава           | Kava Patera        | Кава (іранська)                                   | 16°50′ пд. ш. 341°20′ зх. д. / 16.83° пд. ш. 341.33° зх. д. | 63,82        | Відсутня   |
| Патера Кхалла         | Khalla Patera      | Кхалла (бушменська)                               | 5°08′ пн. ш. 303°34′ зх. д. / 5.14° пн. ш. 303.56° зх. д.   | 48,24        | Відсутня   |
| Патера Кіберо         | Kibero Patera      | Кіберо (яруро)                                    | 11°50′ пд. ш. 305°07′ зх. д. / 11.83° пд. ш. 305.11° зх. д. | 63,13        | Відсутня   |
| Патера Кініч Ахау     | Kinich Ahau Patera | Кініч Ахау (мая)                                  | 49°20′ пн. ш. 310°12′ зх. д. / 49.34° пн. ш. 310.2° зх. д.  | 45,21        | Є          |
| Патера Котар-ва-Хасіс | Kotar Patera       | Котар-ва-Хасіс (ханаанська)                       | 11°11′ пн. ш. 61°22′ зх. д. / 11.18° пн. ш. 61.37° зх. д.   | 67,00        | Є          |
| Патера Курдалегон     | Kurdalagon Patera  | Курдалегон (осетинська)                           | 49°37′ пд. ш. 217°59′ зх. д. / 49.61° пд. ш. 217.99° зх. д. | 28,15        | Є          |
| Патера Лакі-іо        | Laki-oi Patera     | Лакі-іо (народу Каян з Борнео)                    | 38°56′ пд. ш. 61°56′ зх. д. / 38.94° пд. ш. 61.93° зх. д.   | 105,16       | Відсутня   |
| Патера Ллеу           | Llew Patera        | Ллеу (кельтська)                                  | 12°10′ пн. ш. 242°19′ зх. д. / 12.16° пн. ш. 242.31° зх. д. | 78,0         | Є          |
| Патера Локі           | Loki Patera        | Локі (скандинавська)                              | 12°58′ пн. ш. 308°48′ зх. д. / 12.97° пн. ш. 308.8° зх. д.  | 227,79       | Є          |
| Патера Лу Хуо         | Lu Huo Patera      | Лу Хуо (китайська)                                | 38°31′ пд. ш. 353°10′ зх. д. / 38.52° пд. ш. 353.17° зх. д. | 63,95        | Відсутня   |
| Патера Маасав         | Maasaw Patera      | Масау'у (Хопі)                                    | 40°17′ пд. ш. 339°05′ зх. д. / 40.28° пд. ш. 339.09° зх. д. | 43,99        | Відсутня   |
| Патера Мафуіке        | Mafuike Patera     | Маху-іке (полінезійська)                          | 13°31′ пд. ш. 259°28′ зх. д. / 13.52° пд. ш. 259.47° зх. д. | 148,32       | Відсутня   |
| Патера Малік          | Malik Patera       | Малік (вавилонська та ханаанська)                 | 34°09′ пд. ш. 129°35′ зх. д. / 34.15° пд. ш. 129.59° зх. д. | 121,68       | Є          |
| Патера Мама           | Mama Patera        | Мама (чибського народу Центральної Америки)       | 11°17′ пд. ш. 355°19′ зх. д. / 11.28° пд. ш. 355.31° зх. д. | 15,72        | Відсутня   |
| Патера Мандуліс       | Mandulis Patera    | Мандуліс (царства Куш)                            | 30°25′ пд. ш. 305°31′ зх. д. / 30.42° пд. ш. 305.52° зх. д. | 37,00        | Є          |
| Патера Мануа          | Manua Patera       | Мануа (гавайська)                                 | 35°47′ пн. ш. 321°44′ зх. д. / 35.78° пн. ш. 321.73° зх. д. | 110,51       | Є          |
| Патера Масая          | Masaya Patera      | Масая (Нікарагуа)                                 | 22°37′ пд. ш. 344°29′ зх. д. / 22.62° пд. ш. 344.49° зх. д. | 55,09        | Відсутня   |
| Патера Мауї           | Maui Patera        | Мауї (гавайська)                                  | 16°37′ пн. ш. 124°15′ зх. д. / 16.61° пн. ш. 124.25° зх. д. | 37,84        | Є          |
| Патери Мазда          | Mazda Paterae      | Агура Мазда (зороастризм)                         | 8°49′ пд. ш. 313°17′ зх. д. / 8.81° пд. ш. 313.28° зх. д.   | 240,78       | Є          |
| Патера Мбалі          | Mbali Patera       | Мбалі (народу Мбуті з Конго)                      | 31°30′ пд. ш. 5°04′ зх. д. / 31.5° пд. ш. 5.06° зх. д.      | 40,7         | Є          |
| Патера Менахка        | Menahka Patera     | Менахка (манданська, народів з Північної Америки) | 31°19′ пд. ш. 344°45′ зх. д. / 31.31° пд. ш. 344.75° зх. д. | 9,15         | Відсутня   |
| Патера Монту          | Mentu Patera       | Монту (єгипетська)                                | 7°00′ пн. ш. 139°22′ зх. д. / 7.0° пн. ш. 139.36° зх. д.    | 103,0        | Відсутня   |
| Патера Мічабу         | Michabo Patera     | Мічабо (алгокінів з Північної Америки)            | 1°12′ пн. ш. 167°36′ зх. д. / 1.2° пн. ш. 167.6° зх. д.     | 104,0        | Є          |
| Патера Міхр           | Mihr Patera        | Міхр (вірменська)                                 | 16°31′ пд. ш. 305°27′ зх. д. / 16.51° пд. ш. 305.45° зх. д. | 61,72        | Є          |
| Патера Мітра          | Mithra Patera      | Мітра (зороастризм)                               | 59°00′ пд. ш. 266°28′ зх. д. / 59.0° пд. ш. 266.46° зх. д.  | 33,78        | Є          |
| Патера Монан          | Monan Patera       | Монан (народів Тупі-Гуарані Бразилії)             | 19°43′ пн. ш. 105°23′ зх. д. / 19.72° пн. ш. 105.39° зх. д. | 112,89       | Є          |
| Патера Мулунгу        | Mulungu Patera     | Мулунгу (східно-африканська)                      | 17°16′ пн. ш. 217°52′ зх. д. / 17.26° пн. ш. 217.87° зх. д. | 62,48        | Є          |
| Патера Марркун        | Namarrkun Patera   | Намарркун (австралійська)                         | 10°04′ пн. ш. 175°31′ зх. д. / 10.06° пн. ш. 175.52° зх. д. | 16,69        | Відсутня   |
| Патера Ніна           | Nina Patera        | Ніна (інків)                                      | 38°14′ пд. ш. 162°36′ зх. д. / 38.24° пд. ш. 162.6° зх. д.  | 52,07        | Відсутня   |
| Патера Нунурта        | Nunurta Patera     | Нінурта (шумеро-аккадська)                        | 16°44′ пд. ш. 315°15′ зх. д. / 16.74° пд. ш. 315.25° зх. д. | 82,34        | Відсутня   |
| Патера Нуску          | Nusku Patera       | Нуску (месопатамська)                             | 65°01′ пд. ш. 3°49′ зх. д. / 65.01° пд. ш. 3.82° зх. д.     | 124,31       | Є          |
| Патера Нуамбе         | Nyambe Patera      | Нуамбе (Замбезія)                                 | 0°23′ пн. ш. 343°07′ зх. д. / 0.38° пн. ш. 343.11° зх. д.   | 58,15        | Відсутня   |
| Патера Одкван         | Odqan Patera       | Одкван (монгольська)                              | 42°20′ пд. ш. 174°22′ зх. д. / 42.33° пд. ш. 174.36° зх. д. | 86           | Є          |
| Патера Олафат         | Olafat Patera      | Олафат (Каролінських островів)                    | 62°40′ пд. ш. 244°23′ зх. д. / 62.66° пд. ш. 244.39° зх. д. | 119          | Є          |
| Патера От             | Ot Patera          | От Ене (монгольська)                              | 1°06′ пн. ш. 217°24′ зх. д. / 1.1° пн. ш. 217.4° зх. д.     | 52,26        | Є          |
| Патера Пäiвe          | Päive Patera       | Пäiвe (лапландійська)                             | 45°43′ пд. ш. 358°32′ зх. д. / 45.71° пд. ш. 358.54° зх. д. | 59,05        | Відсутня   |
| Патера Пäiвe          | Päive Patera       | Пäiвe (лапландійська)                             | 45°43′ пд. ш. 358°32′ зх. д. / 45.71° пд. ш. 358.54° зх. д. | 59,05        | Є          |
| Патера Паджон         | Pajonn Patera      | Паджон (лапландійська)                            | 45°43′ пд. ш. 358°32′ зх. д. / 45.71° пд. ш. 358.54° зх. д. | 59,05        | Є          |
| Патера Паутіва        | Pautiwa Patera     | Паутіва (Хопі)                                    | 34°12′ пд. ш. 345°35′ зх. д. / 34.2° пд. ш. 345.59° зх. д.  | 6,62         | Відсутня   |
| Патера Піллана        | Pillan Patera      | Піллан (народу Мапуче з Південної Америки)        | 12°20′ пд. ш. 243°15′ зх. д. / 12.34° пд. ш. 243.25° зх. д. | 73,43        | Є          |
| Патера Поджа          | Podja Patera       | Поджа (евенків з Росії та Китаю)                  | 18°25′ пд. ш. 304°44′ зх. д. / 18.41° пд. ш. 304.74° зх. д. | 67,03        | Відсутня   |
| Патера Прометея       | Prometheus Patera  | Прометей (давньогрецька)                          | 0°37′ пд. ш. 152°27′ зх. д. / 0.62° пд. ш. 152.45° зх. д.   | 73,43        | Є          |
| Патера Пургіна        | Purgine Patera     | Пургін (мордви з Росії)                           | 2°37′ пд. ш. 297°18′ зх. д. / 2.61° пд. ш. 297.3° зх. д.    | 35,74        | Відсутня   |
| Патера Перуна         | Pyerun Patera      | Перун (слов'янська)                               | 55°38′ пд. ш. 251°13′ зх. д. / 55.64° пд. ш. 251.21° зх. д. | 52,18        | Є          |
| Патера Ра             | Ra Patera          | Ра (єгипетська)                                   | 8°40′ пд. ш. 324°42′ зх. д. / 8.66° пд. ш. 324.7° зх. д.    | 39,11        | Є          |
| Патера Радегоста      | Radegast Patera    | Радегост (слов'янська)                            | 27°47′ пд. ш. 159°59′ зх. д. / 27.78° пд. ш. 159.98° зх. д. | 27,11        | Є          |
| Патера Рарога         | Rarog Patera       | Рарог (слов'янська)                               | 41°43′ пд. ш. 304°25′ зх. д. / 41.71° пд. ш. 304.41° зх. д. | 104,35       | Є          |
| Патера Рата           | Rata Patera        | Рата (Маорі)                                      | 35°37′ пд. ш. 199°47′ зх. д. / 35.61° пд. ш. 199.78° зх. д. | 46,31        | Є          |
| Патера Рейден         | Reiden Patera      | Райден (японська)                                 | 13°24′ пд. ш. 235°27′ зх. д. / 13.4° пд. ш. 235.45° зх. д.  | 73,26        | Є          |
| Патера Решеф          | Reshef Patera      | Решеф (фінікійська)                               | 27°41′ пн. ш. 158°04′ зх. д. / 27.69° пн. ш. 158.06° зх. д. | 62,0         | Відсутня   |
| Патери Решет          | Reshet Paterae     | Решет(арамейська)                                 | 0°32′ пд. ш. 305°29′ зх. д. / 0.53° пд. ш. 305.48° зх. д.   | 148,34       | Відсутня   |
| Патера Руаумоко       | Ruaumoko Patera    | Руаумоко (Маорі)                                  | 14°43′ пн. ш. 139°44′ зх. д. / 14.72° пн. ш. 139.74° зх. д. | 19,0         | Є          |
| Патера Рува           | Ruwa Patera        | Рува (східно-африканська)                         | 0°11′ пн. ш. 1°45′ зх. д. / 0.19° пн. ш. 1.75° зх. д.       | 62,44        | Є          |
| Патера Савітар        | Savitr Patera      | Савітар (ведійська)                               | 48°11′ пн. ш. 123°22′ зх. д. / 48.19° пн. ш. 123.36° зх. д. | 92,48        | Відсутня   |
| Патера Сед            | Sêd Patera         | Сед (фінікійська)                                 | 2°55′ пд. ш. 303°34′ зх. д. / 2.91° пд. ш. 303.57° зх. д.   | 52,1         | Відсутня   |
| Патера Сенген         | Sengen Patera      | Сенген (японська)                                 | 32°53′ пд. ш. 303°44′ зх. д. / 32.89° пд. ш. 303.73° зх. д. | 63,64        | Є          |
| Патера Сет            | Seth Patera        | Сет (єгипетська)                                  | 5°21′ пд. ш. 131°40′ зх. д. / 5.35° пд. ш. 131.67° зх. д.   | 59,82        | Є          |
| Патера Сетлаус        | Sethlaus Patera    | Сетланс (етруська)                                | 52°17′ пд. ш. 193°50′ зх. д. / 52.29° пд. ш. 193.83° зх. д. | 78,57        | Є          |
| Патера Шакуру         | Shakuru Patera     | Шакуру (народу Пауні з Північної Америки)         | 24°07′ пд. ш. 265°44′ зх. д. / 24.12° пд. ш. 265.74° зх. д. | 105,01       | Є          |
| Патера Шамаш          | Shamash Patera     | Шамаш (вавилонська та месопатамська)              | 34°59′ пд. ш. 152°35′ зх. д. / 34.99° пд. ш. 152.59° зх. д. | 205,3        | Є          |
| Патера Шамшу          | Shamshu Patera     | Шамшу (арабська)                                  | 10°04′ пд. ш. 62°58′ зх. д. / 10.07° пд. ш. 62.97° зх. д.   | 96,36        | Є          |
| Патера Шанго          | Shango Patera      | Шанго (народу Йоруба)                             | 32°21′ пн. ш. 100°31′ зх. д. / 32.35° пн. ш. 100.52° зх. д. | 90,22        | Є          |
| Патера Шасу           | Shoshu Patera      | Шасу (кавказька)                                  | 20°22′ пд. ш. 324°40′ зх. д. / 20.36° пд. ш. 324.67° зх. д. | 13,08        | Відсутня   |
| Патера Шурд           | Shurdi Patera      | Шурдх (албанська)                                 | 38°28′ пд. ш. 290°44′ зх. д. / 38.47° пд. ш. 290.74° зх. д. | 13,08        | Є          |
| Патера Зігфрід        | Sigurd Patera      | Зігфрід (скандинавська)                           | 5°56′ пд. ш. 97°56′ зх. д. / 5.94° пд. ш. 97.93° зх. д.     | 68,6         | Є          |
| Патера Сіун           | Siun Patera        | Сіун (нанайців з Сибіру)                          | 49°50′ пд. ш. 0°26′ зх. д. / 49.84° пд. ш. 0.44° зх. д.     | 52,5         | Відсутня   |
| Патера Стреопа        | Steropes Patera    | Стреопа (давньогрецька)                           | 15°32′ пн. ш. 138°51′ зх. д. / 15.54° пн. ш. 138.85° зх. д. | 20,0         | Відсутня   |
| Патера Сіу Джен       | Sui Jen Patera     | Сіу Джен (китайська)                              | 19°06′ пд. ш. 2°39′ зх. д. / 19.1° пд. ш. 2.65° зх. д.      | 33,78        | Відсутня   |
| Патера Сур'я          | Surya Patera       | Сур'я (ведійська)                                 | 21°28′ пд. ш. 151°35′ зх. д. / 21.47° пд. ш. 151.59° зх. д. | 49,81        | Є          |
| Патера Сусаноо        | Susanoo Patera     | Сусаноо (японська)                                | 22°23′ пн. ш. 219°48′ зх. д. / 22.39° пн. ш. 219.8° зх. д.  | 58,41        | Є          |
| Патера Сварога        | Svarog Patera      | Сварог (слов'янська)                              | 48°40′ пд. ш. 265°44′ зх. д. / 48.66° пд. ш. 265.74° зх. д. | 124,03       | Є          |
| Патера Табіті         | Tabiti Patera      | Табіті (скіфська)                                 | 6°45′ пд. ш. 275°54′ зх. д. / 6.75° пд. ш. 275.90° зх. д.   | 103          | Є          |
| Патера Талос          | Talos Patera       | Талос (давньогрецька)                             | 26°23′ пд. ш. 354°45′ зх. д. / 26.39° пд. ш. 354.75° зх. д. | 24,67        | Відсутня   |
| Патера Тараніс        | Taranis Patera     | Тараніс (кельтська)                               | 71°22′ пд. ш. 25°32′ зх. д. / 71.37° пд. ш. 25.53° зх. д.   | 130,67       | Відсутня   |
| Патера Тоу            | Taw Patera         | Тоу (монгорів)                                    | 33°39′ пд. ш. 358°22′ зх. д. / 33.65° пд. ш. 358.37° зх. д. | 4,74         | Відсутня   |
| Патера Тоухакі        | Tawhaki Patera     | Тоухакі (Маорі)                                   | 3°19′ пн. ш. 76°11′ зх. д. / 3.32° пн. ш. 76.18° зх. д.     | 49,85        | Є          |
| Патера Томагата       | Thomagata Patera   | Томагата (муїсків)                                | 25°40′ пн. ш. 165°56′ зх. д. / 25.67° пн. ш. 165.94° зх. д. | 59,0         | Відсутня   |
| Патера Тіен Му        | Tien Mu Patera     | Тіен Му (китайська)                               | 12°19′ пн. ш. 134°18′ зх. д. / 12.31° пн. ш. 134.3° зх. д.  | 28,0         | Є          |
| Патера Тіермес        | Tiermes Patera     | Тіермес (лапландійська)                           | 22°23′ пн. ш. 349°57′ зх. д. / 22.38° пн. ш. 349.95° зх. д. | 79,76        | Є          |
| Патера Тіваз          | Tiwaz Patera       | Тіваз (лувійська)                                 | 70°26′ пд. ш. 279°45′ зх. д. / 70.44° пд. ш. 279.75° зх. д. | 78           | Є          |
| Патера Тохіл          | Tohil Patera       | Тохіл (мая)                                       | 25°38′ пд. ш. 158°40′ зх. д. / 25.63° пд. ш. 158.66° зх. д. | 76,59        | Відсутня   |
| Патера Тол-Ава        | Tol-Ava Patera     | Тол-Ава (Мордви з Росії)                          | 1°48′ пн. ш. 322°08′ зх. д. / 1.8° пн. ш. 322.14° зх. д.    | 84,53        | Відсутня   |
| Патера Тунг Йо        | Tung Yo Patera     | Тунг Йо (китайська)                               | 18°16′ пд. ш. 0°56′ зх. д. / 18.27° пд. ш. 0.93° зх. д.     | 59,68        | Відсутня   |
| Патера Тупана         | Tupan Patera       | Тупан (народів Тупі-Гуарані Бразилії)             | 18°44′ пд. ш. 141°08′ зх. д. / 18.73° пд. ш. 141.13° зх. д. | 79,13        | Є          |
| Патери Тваштара       | Tvashtar Paterae   | Тваштар (ведійська)                               | 62°46′ пн. ш. 123°32′ зх. д. / 62.76° пн. ш. 123.53° зх. д. | 306,19       | Є          |
| Патера Укко           | Ukko Patera        | Укко (фінська)                                    | 30°57′ пн. ш. 18°25′ зх. д. / 30.95° пн. ш. 18.41° зх. д.   | 35,25        | Є          |
| Патера Юльган         | Ülgen Patera       | Юльган (Сибіру)                                   | 40°51′ пд. ш. 287°19′ зх. д. / 40.85° пд. ш. 287.31° зх. д. | 43,89        | Є          |
| Патера Уку            | Uta Patera         | Уту (шумеро-аккадська)                            | 35°52′ пд. ш. 22°24′ зх. д. / 35.86° пд. ш. 22.4° зх. д.    | 43,89        | Є          |
| Патера Ваагн          | Vahagn Patera      | Ваагн (вірменська)                                | 24°07′ пд. ш. 350°45′ зх. д. / 24.11° пд. ш. 350.75° зх. д. | 99,6         | Відсутня   |
| Патера Верб           | Verbti Patera      | Вербт (албанська)                                 | 37°59′ пн. ш. 87°55′ зх. д. / 37.99° пн. ш. 87.92° зх. д.   | 62,00        | Є          |
| Патера Віракоча       | Viracocha Patera   | Віракоча (інків)                                  | 61°46′ пд. ш. 280°05′ зх. д. / 61.77° пд. ш. 280.09° зх. д. | 59,3         | Є          |
| Патера Вівасват       | Vivasvant Patera   | Вівасват (ведійська)                              | 75°08′ пн. ш. 293°59′ зх. д. / 75.14° пн. ш. 293.98° зх. д. | 83,19        | Є          |
| Патера Вабассо        | Wabasso Patera     | Вабассо (потаватомі з Північної Америки)          | 22°54′ пд. ш. 166°42′ зх. д. / 22.9° пд. ш. 166.7° зх. д.   | 32,0         | Відсутня   |
| Патера Ванаджо        | Wanajo Patera      | Ванаджо (Луїзіадського архіпалагу)                | 58°45′ пд. ш. 178°52′ зх. д. / 58.75° пд. ш. 178.87° зх. д. | 24,0         | Є          |
| Патера Вейленд        | Wayland Patera     | Вейленд Сміт (германська)                         | 32°48′ пд. ш. 225°14′ зх. д. / 32.8° пд. ш. 225.23° зх. д.  | 63,37        | Є          |
| Патера Ягве           | Yaw Patera         | Ягве (ханаанська)                                 | 9°54′ пн. ш. 132°12′ зх. д. / 9.9° пн. ш. 132.2° зх. д.     | 39,0         | Є          |
| Патера Єлодже         | Yeloje Patera      | Єлодже (юкагирів)                                 | 20°06′ пн. ш. 132°24′ зх. д. / 20.10° пн. ш. 132.40° зх. д. | 107,00       | Є          |
| Патера Зааль          | Zal Patera         | Зааль (іранська)                                  | 40°15′ пн. ш. 74°30′ зх. д. / 40.25° пн. ш. 74.5° зх. д.    | 165,94       | Є          |

## Лавові потоки
Лавові потоки на Іо в латинській номенклатурі позначають словом fluctūs. Вони названі на честь богів вогню та грому в різних міфологіях або на честь місць у грецькій міфології, пов’язаних з Іо. Джерело координат, довжини та назви взято з номенклатури Сонячної системи IAU. Примітки про те, чи спостерігався потік лави як частина діючого вулкана наземними астрономами чи космічним телескопом Габбла чи іншими космічними апаратами, які зіткнулися з системою Юпітера, взято із книги «Volcanism on Io», якщо не зазначено інше. 
| Потік            | Латинська назва    | Названий на честь         | Координати                                                  | Довжина (км) | Активність |
| ---------------- | ------------------ | ------------------------- | ----------------------------------------------------------- | ------------ | ---------- |
| Потік Акала      | Acala Fluctus      | Акала (буддизм)           | 8°58′ пн. ш. 334°35′ зх. д. / 8.97° пн. ш. 334.59° зх. д.   | 411,11       | Є          |
| Потік Арінна     | Arinna Fluctus     | Арінна (хетська)          | 31°14′ пн. ш. 149°10′ зх. д. / 31.24° пн. ш. 149.16° зх. д. | 121,94       | Є          |
| Потік Донара     | Donar Fluctus      | Донар (германська)        | 22°40′ пн. ш. 187°38′ зх. д. / 22.67° пн. ш. 187.63° зх. д. | 222,47       | Є          |
| Потік Евбея      | Euboea Fluctūs     | Евбея (давньогрецька)     | 45°01′ пд. ш. 350°58′ зх. д. / 45.01° пд. ш. 350.96° зх. д. | 104,82       | Відсутня   |
| Потік Фйоргінн   | Fjorgynn Fluctus   | Фйоргінн (скандинавська)  | 11°14′ пн. ш. 358°05′ зх. д. / 11.23° пн. ш. 358.08° зх. д. | 414,07       | Є          |
| Потік Канехекілі | Kanehekili Fluctus | Кане Мілоха'і (гавайська) | 17°41′ пд. ш. 33°34′ зх. д. / 17.68° пд. ш. 33.56° зх. д.   | 243,47       | Є          |
| Потік Лейгонг    | Lei-Kung Fluctus   | Лейгонг (китайська)       | 40°24′ пн. ш. 206°28′ зх. д. / 40.4° пн. ш. 206.47° зх. д.  | 386,17       | Є          |
| Потік Лей-зі     | Lei-zi Fluctus     | Лейзі (китайська)         | 14°15′ пн. ш. 46°10′ зх. д. / 14.25° пн. ш. 46.16° зх. д.   | 361,1        | Відсутня   |
| Потік Мардука    | Marduk Fluctus     | Мардук (шумеро-аккадська) | 27°35′ пд. ш. 210°50′ зх. д. / 27.59° пд. ш. 210.83° зх. д. | 169,43       | Є          |
| Потік Масубі     | Masubi Fluctus     | Хо-Масубі (японська)      | 50°29′ пд. ш. 58°08′ зх. д. / 50.49° пд. ш. 58.13° зх. д.   | 501,33       | Є          |
| Потік Мішкоатль  | Mixcoatl Fluctus   | Мішкоатль (ацтеків)       | 46°19′ пд. ш. 141°09′ зх. д. / 46.32° пд. ш. 141.15° зх. д. | 246,0        | Є          |
| Потік Кюзах      | Quzah Fluctūs      | Кюзах (арабська)          | 31°46′ пд. ш. 311°34′ зх. д. / 31.76° пд. ш. 311.57° зх. д. | 189,0        | Є          |
| Потік Собо       | Sobo Fluctus       | Собо (гаїтська)           | 14°05′ пн. ш. 150°35′ зх. д. / 14.08° пн. ш. 150.59° зх. д. | 58,83        | Є          |
| Потік Тсуй Гоаб  | Tsũi Goab Fluctus  | Тсуй (готтентотів)        | 1°24′ пд. ш. 163°24′ зх. д. / 1.4° пд. ш. 163.4° зх. д.     | 117,0        | Є          |
| Потік Тунг Йо    | Tung Yo Fluctus    | Тунг Йо (китайська)       | 16°36′ пд. ш. 356°29′ зх. д. / 16.6° пд. ш. 356.49° зх. д.  | 459,37       | Відсутня   |
| Потік Упулево    | Upulevo Fluctus    | Упулево (тиморська)       | 79°53′ пд. ш. 314°55′ зх. д. / 79.88° пд. ш. 314.92° зх. д. | 113,0        | Є          |
| Потік Уту        | Uta Fluctus        | Уту (шумеро-аккадська)    | 33°03′ пд. ш. 16°39′ зх. д. / 33.05° пд. ш. 16.65° зх. д.   | 332,31       | Відсутня   |

## Щитові вулкани
Щитові вулкани або куполи супутника Іо названі на честь міфологічних персонажів, пов'язаних з вогнем або німфою Іо.
| Купол           | Латинська назва  | Названий на честь    | Координати                                                  | Довжина (км) | Висота (км) |
| --------------- | ---------------- | -------------------- | ----------------------------------------------------------- | ------------ | ----------- |
| Купол Епафа     | Apis Tholus      | Епаф (давньогрецька) | 10°54′ пд. ш. 347°53′ зх. д. / 10.9° пд. ш. 347.88° зх. д.  | 145,71       | невідомо    |
| Купол Інаха     | Inachus Tholus   | Інах (давньогрецька) | 16°11′ пд. ш. 347°46′ зх. д. / 16.18° пд. ш. 347.76° зх. д. | 176,96       | 1,8         |
| Купол Тсуй Гоаб | Tsũi Goab Tholus | Тсуй (готтентотів)   | 0°06′ пд. ш. 163°00′ зх. д. / 0.1° пд. ш. 163.0° зх. д.     | 53,0         | 0,8         |

## Лавові канали
На позначення лавових каналів на Іо, які врізаються в поверхню, в латинській номенклатурі використовують термін vallis.
| Лавовий канал | Латинська назва | Названий на честь | Координати                                            | Довжина (км) |
| ------------- | --------------- | ----------------- | ----------------------------------------------------- | ------------ |
| Канал Тавхакі | Tawhaki Vallis  | Тавхакі (маорі)   | 0°30′ пн. ш. 72°48′ зх. д. / 0.5° пн. ш. 72.8° зх. д. | 190,0        |